# 小行星19821
小行星19821（19821 Caroltolin）是一颗绕太阳运转的小行星，为主小行星带小行星。该小行星于2000年9月24日发现。

## 轨道参数
小行星19821的轨道半长轴为2.9028346 UA，离心率为0.082。